# Proyecto de tranvía en Pamplona

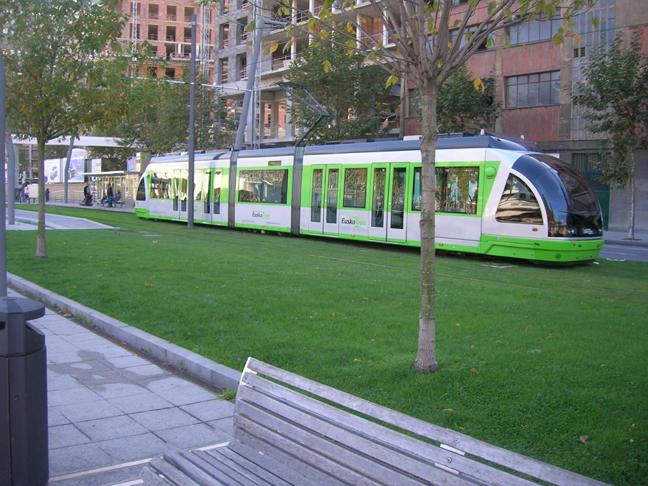
Imagen del tranvía de Bilbao, similar al que prevé el estudio para Pamplona

El proyecto de tranvía en Pamplona fue una iniciativa propuesta por los principales partidos políticos de la capital y que fue estudiada por el Departamento de Obras Públicas, Transportes y Comunicaciones del Gobierno de Navarra con el objetivo de aumentar el porcentaje de uso del transporte público en los desplazamientos dentro del área metropolitana de Pamplona, y de paliar los problemas de tráfico que sufren algunas de las principales avenidas de la capital de la Comunidad Foral de Navarra, mediante la construcción de una red de tranvía o metro ligero.
El gobierno encargó un estudio de viabilidad, que concluyó afirmado que la propuesta de implantar el tranvía en la Comarca de Pamplona cuenta con «muchas posibilidades de éxito». El estudio trazó dos líneas, una de este a oeste y otra de norte a sur, que atravesarían los principales núcleos de población del área metropolitana. Así mismo, se planteó la posibilidad de crear una tercera línea radial que serviría para conectar las dos líneas principales. Se estimó que el presupuesto de las obras sería superior a los 120 millones de euros, y que la longitud total de las dos primeras líneas sería de unos 25 kilómetros.
En el mismo estudio aparecía la posibilidad de que la línea norte - sur se soterrase en el centro de Pamplona, pasando por debajo del Casco Antiguo por un túnel que conectaría el barrio de la Rochapea con la nueva estación de autobuses.
El proyecto de tranvía fue uno de los temas en el que los principales partidos políticos estuvieron de acuerdo en las elecciones municipales de 2007.
El Gobierno de Navarra consideró en un primer momento que no tenía los datos técnicos suficientes para decidir si promovía la red de tranvía en la Comarca de Pamplona, mientras que el presidente de la Mancomunidad de la Comarca de Pamplona, el socialista Javier Torrens, consideró que el tranvía serviría para consolidar el transporte público frente al privado.
El 5 de junio de 2008, el Gobierno de Navarra anunció su decisión de rechazar la instalación de una red de tranvía en el área metropolitana de Pamplona debido a lo que consideró un alto volumen de inversión (que estimó en 700 millones de euros) y al impacto urbanístico que tendría su construcción para la ciudad. El Gobierno anunció que estaba estudiando alternativas más económicas y sencillas de realizar como el "Metrobús", línea de autobús que circula por carriles específicos y tiene prioridad sobre el tráfico privado.

## El concurso
Un total de 11 empresas concurrieron al concurso convocado por el departamento de Transporte y Obras Públicas del Gobierno de Navarra para la ejecución del plan de viabilidad.

## El resultado del estudio de viabilidad

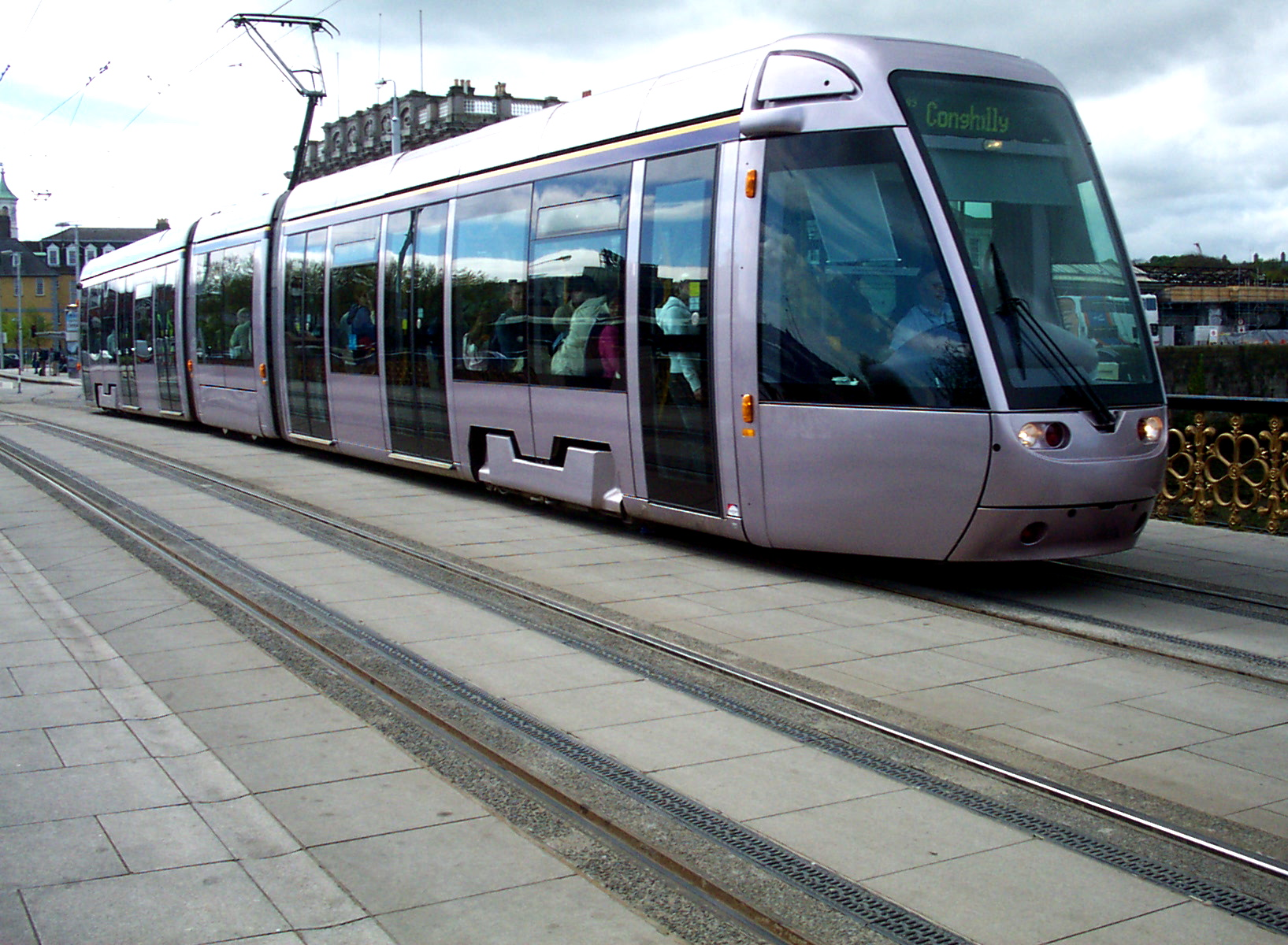
Imagen del tranvía de Dublín, gestionado por Connex, misma empresa que gestiona el transporte urbano de Pamplona

### Líneas previstas
El estudio de viabilidad previó la construcción de dos líneas principales, y la posibilidad de crear una tercera radial que uniera las dos principales.

#### Línea este-oeste
La línea este-oeste contaría con un itinerario de 14,2 kilómetros, e uniría la localidad de Zizur Mayor con Villava y con Huarte. La línea, que seguiría en gran parte el recorrido de la actual línea 4 de transporte urbano comarcal, partiría desde el este en Zizur Mayor, atravesaría el barrio de Etxabakoitz y la nueva estación del Tren de Alta Velocidad, cruzaría la zona de Hospitales para entrar en el barrio de San Juan, cruzar la avenida del Ejército y el Segundo ensanche para bifurcarse en dos: una bajaría por la cuesta de Beloso hacia Burlada, Villava y Huarte, y la otra giraría hacia Mendillorri y Sarriguren. Se da la circunstancia de que el trazado de esta línea es casi idéntico al propuesto durante la campaña electoral de 2007 por el candidato del PSN y actual presidente de la Mancomunidad de la Comarca de Pamplona, Javier Torrens.

#### Línea norte-sur
Tendría un recorrido de unos 11,2 km, y 24 paradas con una distancia media de 570m, que pretendería conectar Berriozar (al norte) con la zona comercial la Morea (al sur), a través de la avenida Guipúzcoa, y girar más tarde hacia Benardino Tirapu. Aquí, se uniría la línea con un ramal que llegaría de la Chantrea. A partir de este punto, se establecen dos posibles opciones: o bien etomar la avenida Guipúzcoa, y dirigirse desde ahí hacia el paseo Sarasate, o bien, conectar subterráneamente la Rochapea con el Casco Viejo de manera subterránea, con una parada en la plaza del Castillo, a la que se pueda acceder también desde la plaza Consistorial, pasaría al paseo Sarasate, Yanguas y Miranda, hasta la estación de autobuses de Pamplona. Ambas opciones coincididen en la calle Tajonar, pasarían junto a la Universidad Pública de Navarra, y concluirían en la zona comercial de la Morea.

#### Línea radial
La primera fase, no incluiría esta línea. Partiría del barrio de la Chantrea, segiría por la Rochapea, San Jorge, San Juan, Iturrama, Azpilagaña, Milagosa, el barrio actualme en construcción de Lezkairu-Arrosadía, y finalizaría en Mendillorri.

## Ventajas y desventajas
A este proyecto, ya le han salido numerosos defensores y detractores. Las infraestructuras de este tipo de transporte generan una serie de ventajas y desventajas en la ciudad, en el tráfico y en los usuarios, entre las que cabe destacar:

### Ventajas
Es un medio de transporte:
- Ecológico, no desprende ningún gas, ya que funciona con electricidad. El tranvía sería muy conveniente para Pamplona, ya que desde la década de los 80, la polución se ha visto triplicada.[cita requerida].
- Perfectamente accesible para minusválidos.
- Silencioso.
- Rápido y muy puntual.
- Moderno, en auge en muchas ciudades del tamaño de Pamplona de Europa y España. Además, a partir de 1980 comenzaron a reimplantarse en varios lugares, dada su evolución tecnológica, con los nuevos tranvías articulados y luego de "piso bajo".
- Podría solucionar los enormes problemas de tráfico que sufre Pamplona.
- Daría prioridad al transporte público frente al privado.
- Influiría a mucha gente a usarlo, y dejar el coche en sus garajes.
- Daría un gran impulso al comercio y a la economía del área metropolitana de Pamplona.
- Consolidaría la comunicación de la comarca.
- Es agradable estéticamente.
- Inicialmente contaba con el acuerdo de los principales partidos políticos de la capital.

### Desventajas
- Transporte muy silencioso, debe ser acompañado de campana o timbre para ser reconocido.
- El coste económico es superior al de los autobuses en plataforma reservada, aunque se podría amortizar a medio plazo.
- Molestias derivadas de las obras de construcción.
- Inmodificable el trazado una vez construido, por lo que debe estudiarse el trazado óptimo con detenimiento.
- Barañáin, una de las ciudades más habitadas de la comarca, así como otros municipios y barrios, quedarían fuera del trazado del tranvía.
- El dilema de atravesar el Casco Antiguo. Entre las propuestas del estudio de viabilidad se encuentra la de soterrar la línea en su paso por el Casco Antiguo, lo que generaría un sobrecosto importante en el presupuesto de la obra, además de contar con la posibilidad de encontrar ruinas de importancia que obliguen a alterar el recorrido de la línea.